# Тешевка (река)
Тешевка — небольшая река на Русской равнине, левый приток Дона. Длина около 4 км. Протекает по дну глубокого оврага. Имеет безымянный левый приток длиной около 3 км. В историографии речка получила известность в 1620 году, когда на месте её впадения в Дон была возведена деревянная церковь, вокруг которой позднее вырос Задонский монастырь. К нему со временем была причислена и одноимённая крестьянская слобода. 25 сентября 1779 года по указу Екатерины Второй слобода Тешевка получила право именоваться городом Задонск, ставшим одновременно центром Задонского района Липецкой области. В 1782 году, при разработке план города с разбивкой на кварталы, река Тешевка разделила его на две равные части (северную и южную). А в 2005 году река в черте города получила и свою гранитную набережную.